# الشيخ مبارك
قرية الشيخ مبارك هي إحدى القرى التابعة لمركز البرلس في محافظة كفر الشيخ في جمهورية مصر العربية. حسب إحصاءات سنة 2006، بلغ إجمالي السكان في الشيخ مبارك 8320 نسمة، منهم 4244 رجل و4076 امرأة.